# Gabriel le Genevois de Bleigny
Gabriel le Genevois de Bleigny mort à Péronne le 18 octobre  1593,  est un prélat français du XVIe siècle. Il est le fils du Pierre le Genevois, écuyer baron de Blaigny, et de Guillemette de Sencey.
Gabriel de Bleigny est abbé  de Notre-Dames-de-Mores dans le diocèse de Langres et agent général du clergé de France. Il est évêque de Noyon à partir de 1588. De Bleigny est connu comme ligueur ardent. Il abdique vers le milieu de l'année 1590.